# 1913 Liberty Head Nickel
| 1913 Liberty Head nickel | 1913 Liberty Head nickel         |
| ------------------------ | -------------------------------- |
| Metall:                  | 83,23 % Ni                       |
| Prägejahre:              | 1913                             |
| Vorderseite              |                                  |
| Motiv:                   | Libertas mit Krone und Kranz     |
| Rückseite                |                                  |
| Motiv:                   | Römische Zahl V und Lorbeerkranz |

Der 1913 Liberty Head nickel ist eine US-amerikanische Fünf-Cent-Münze.
Der Nickel wurde nur in extrem limitierter Auflage produziert und wurde dadurch zu einer der wertvollsten und bekanntesten amerikanischen Numismatikmünzen. So erzielte 2005 ein Exemplar bei einer Auktion über 4 Millionen US-Dollar.

## Bedeutung des Motivs
Auf der Vorderseite der Münze ist Libertas, die römische Göttin der Freiheit, abgebildet. Sie trägt Krone und Lorbeerkranz. Die Rückseite zeigt die römische Zahl V (5), den Wert der Münze. Ferner soll jedoch auch der lateinische Buchstabe V erkannt werden, der den Sieg symbolisiert (Victory-Zeichen).

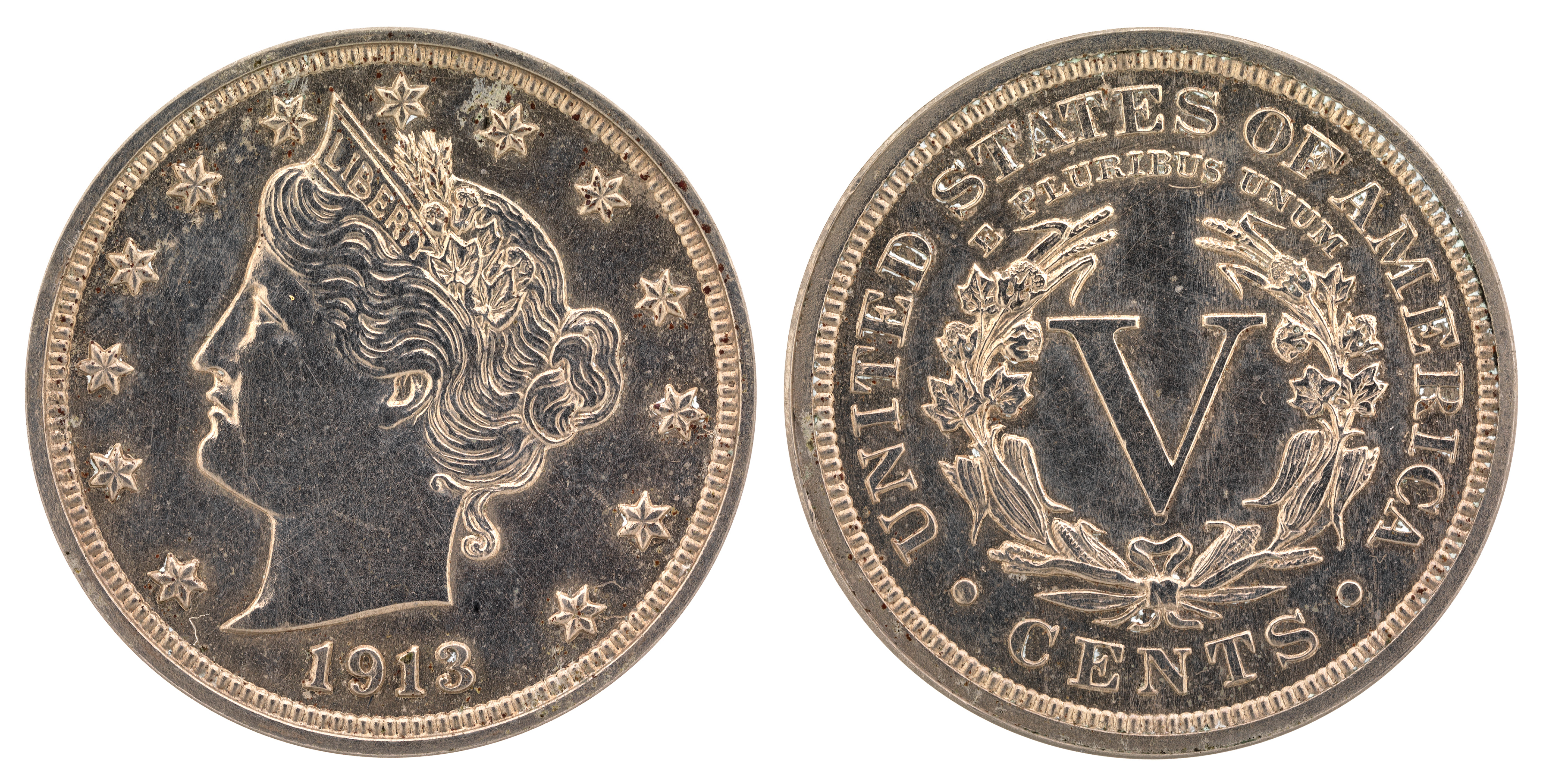
1913 Liberty Head Nickel (aus: National Numismatic Collection)